# 生命科學

DNA的雙螺旋結構

生命科學包括所有對生物（微生物、動物、植物等）進行研究的科學領域，也包括對相關領域的考量，比如生物倫理學。儘管目前生物學仍然是生命科學的中心，分子生物學和生物技術上的進展，使得生命科學正成爲一個專精化、多學科交叉的領域。
生命科學的某些子學科對特定類型的生物進行研究。比如動物學研究動物，植物學研究植物。也有一些生命科學的子學科研究生物體在某些方面的共性，比如解剖學和遺傳學。另外，像生物工程這樣的學科則更專注於利用生物體研究出尖端技術。而生命科學的另一分支，神經科學則想要探明意識、思想、情感、记忆、语言等人类大脑的生化、基因以至演化上的本質。
生命科學對提高人類的生活品質有很大助益。目前，生命科學已在醫療、農業、保健、食品工業、製藥等行業得到了廣泛應用。
生命科學的不同研究領域之間有很大的重疊。